# 梅·卡拉美维
梅·艾爾·卡拉美维（羅馬化：May El Calamawy，埃及阿拉伯語發音：[mˤɑjj (el) ʔælæmæːwiː]；1986年10月28日—）是一名埃及－巴勒斯坦女演員，自2015年以來一直在美國工作與居住。她因在美國電視劇《拉米的瘋狂美國夢》中飾演迪娜·哈桑（Dena Hassan）與在《月光騎士》中飾演蕾拉·埃富里（Layla El-Faouly）而知名。

## 早期生活
卡拉美维在1986年10月28日出生於巴林，父親是埃及人，是一名銀行家，母親則是巴勒斯坦－約旦人。她還有一個哥哥。她大部分時間在巴林長大，在12歲之前，她還在卡達多哈和德克薩斯州休士頓之間生活了6年。卡拉美维會說英語和阿拉伯語兩種語言。
她在小時候看了1992年的電影《捉神弄鬼》後受到啟發，並決定成為一名演員。
卡拉美维在巴林完成高中學業，17歲時搬到麻薩諸塞州休士頓主修工業設計。因為其父親希望她這麼做。她在杜拜生活了五年，然後搬回美國從事演藝事業。
她申請了愛默生學院，並告訴父母「如果我備錄取，我就去念。」之後她被錄取，並獲得愛默生學院的戲劇研究學士學位。卡拉美维還曾在紐約市的威廉·埃斯柏工作室學習。

## 事業
卡拉美维開始她在短片電影中的表演生涯，曾經以她的全名「梅·艾爾·卡拉美维」列在名單上。之後她把名字改為「梅·卡拉美维」。上大學後，她參加了紐約阿拉伯美國喜劇節。2009年至2014年，她在杜拜和阿布達比之間分配時間，在短劇和一個電視試驗片中演出。
她的第一個重要電影角色是在2013年，當時她出演了陶比·胡柏的電影《阿拉伯巨靈》，這是在阿拉伯聯合酋長國製作的第一步恐怖電影。
2017年，她在《國家地理》迷你劇《戰火歸途》中擔任主演，並在《英雄無畏》與《國務卿女士》中客串角色。隔年，她客串了CBS的犯罪片電視連續劇《聯邦調查局FBI》。
2018年10月，卡拉美维宣布她將在Hulu喜劇劇集《拉米的瘋狂美國夢》中擔任一個常設角色，飾演拉米的妹妹迪娜·哈桑。2020年，她在電子遊戲NBA 2K21中為Ellie Malik配音。
2021年，卡拉美维和艾德·赫姆斯及帕蒂·哈里森一起出演電影《代孕關係》。同年1月，她宣布自己將出現在Disney+網路影集《月光騎士》中，該劇於2022年3月30日首播。卡拉美維在劇中飾演埃及考古學家，馬克·史貝克特（由奧斯卡·伊薩克飾演）的分居妻子蕾拉·埃富里。蕾拉是漫威電影宇宙中第一位阿拉伯角色。

## 個人生活
卡拉美维在22歲時首次被診斷出患有脫髮症。她的脫髮症被納入她在《拉米的瘋狂美國夢》中角色迪娜·哈桑的故事情節，在該劇的第二季。
自2015年起，卡拉美维一直居住在美國。

## 影視作品

### 電影
| 年份 | 標題                       | 角色          | 備註     |
| ---- | -------------------------- | ------------- | -------- |
| 2006 | 《Thursday》               | Kelly Spencer |          |
| 2007 | 《Temperance》             | Leila         | 短篇電影 |
| 2008 | 《Santa Claus in Baghdad》 | Hala          | 短篇電影 |
| 2011 | 《Hassad Al Möta》         | 隧道殭屍      | 短篇電影 |
| 2011 | 《Paradise Falls》         | Jenny         | 短篇電影 |
| 2012 | 《A Genie Called Gin》     | Lucy          | 短篇電影 |
| 2013 | 《阿拉伯巨靈》             | Aisha         |          |
| 2013 | 《Moi aussi je t'aime》    |               | 短篇電影 |
| 2019 | 《The Bed》                | 女性          | 短篇電影 |
| 2019 | 《Passerby》               | Saba          | 短篇電影 |
| 2019 | 《1 Out of 30》            | Fatimah       | 短篇電影 |
| 2019 | 《Saeed》                  | Sue           | 短篇電影 |
| 2021 | 《代孕關係》               | 卡莉          |          |
| 2021 | 《Meet Cute》              | 女孩          | 短篇電影 |
| 2024 | 《神鬼戰士2》              |               |          |
| TBA  | 《The Actor》              |               |          |

### 電視
| 年份       | 標題                     | 角色           | 備註                           |
| ---------- | ------------------------ | -------------- | ------------------------------ |
| 2011       | 《Checking In》          | Raya           | 集數：「Sneak Peek」           |
| 2017       | 《國務卿女士》           | Mona Alsnany   | 集數：「Off The Record」       |
| 2017       | 《英雄無畏》             | Mina Bayoud    | 集數：「It's All Personal」    |
| 2017       | 《戰火歸途》             | Faiza          | 國家地理迷你系列               |
| 2017       | 《BKPI》                 | Ameena         | 集數：「Mister Flasher」       |
| 2018       | 《聯邦調查局FBI》        | Nita Kayali    | 集數：「Green Birds」          |
| 2019－至今 | 《拉米的瘋狂美國夢》     | 迪娜·哈桑      | 主要角色                       |
| 2022       | 《月光騎士》             | 蕾拉·埃富里    | 主要角色                       |
| 2022       | 《漫威影業：創作大本營》 | 她自己         | 集數：「月光騎士製作特輯」     |
| 2023－至今 | 《月亮女孩與惡魔恐龍》   | Fawzia（配音） | 集數：「Goodnight, Moon Girl」 |

### 電子遊戲
| 年份 | 標題         | 角色        | 備註 |
| ---- | ------------ | ----------- | ---- |
| 2020 | 《NBA 2K21》 | Ellie Malik | 聲演 |

## 外部連結
- 梅·卡拉美维在互联网电影资料库（IMDb）上的資料（英文）
- May Calamawy在TV Guide
- 梅·卡拉美维在爛番茄上的頁面（英文）
- 梅·卡拉美维的X（前Twitter）